# Albino Tonelli
Albino Tonelli (21. dubna 1852 Vezzano – 30. července 1931 Pergine Valsugana) byl rakouský politik italské národnosti z Tyrolska (respektive z Jižního Tyrolska), na počátku 20. století poslanec Říšské rady.

## Biografie
Pocházel z rolnické rodiny. Vystudoval nižší gymnázium a vyšší reálnou školu. Byl geometrem. Působil jako katastrální inspektor. Profesně je uváděn coby vrchní inspektor v Innsbrucku. Byl i obecním radním v Trentu v letech 1908–1914. Od roku 1908 do roku 1918 zasedal za italské křesťanské sociály mezi poslanci Tyrolského zemského sněmu. V zemských volbách roku 1908 je uváděn jako křesťanský sociál, ve volbách roku 1914 coby italský klerikál. Byl tehdy zvolen za obvod Trento, Stenico.
Působil i jako poslanec Říšské rady (celostátního parlamentu Předlitavska), kam usedl ve volbách do Říšské rady roku 1907, konaných poprvé podle všeobecného a rovného volebního práva. Byl zvolen za obvod Tyrolsko 23. Mandát zde obhájil ve volbách do Říšské rady roku 1911. Po volbách roku 1907 i 1911 byl uváděn coby člen poslaneckého klubu Italské lidové strany.
V závěru své profesní dráhy zastával post ředitele daňového úřadu v Trentu. Na sklonku života pak žil s rodinou v Pergine. Zemřel v červenci 1931 po dlouhé nemoci.